# Rat für Sozial- und Wirtschaftsdaten
Der Rat für Sozial- und Wirtschaftsdaten (RatSWD) ist ein unabhängiges Gremium von empirisch arbeitenden Wissenschaftlern sowie von Vertretern der wichtigsten öffentlichen Einrichtungen zur Datenerhebung. Er berät die Bundesregierung und die Regierungen der Länder zur Forschungsdateninfrastruktur. Seine grundlegenden Ziele sind die Verbesserung der Datennutzung und des Datenzugangs für die empirische Forschung im Einklang mit dem Datenschutz sowie die Weiterentwicklung der Datenerhebungsmethoden, insbesondere durch Einrichtung und kontinuierliche Evaluation von Forschungsdatenzentren. Er wurde 2004 vom Bundesministerium für Bildung und Forschung (BMBF) eingerichtet. Seit 2020 ist der RatSWD in das Konsortium Sozial-, Verhaltens-, Bildungs- und Wirtschaftswissenschaften (KonsortSWD) in der Nationalen Forschungsdateninfrastruktur (NFDI) eingebunden.

## Aufgaben
In den verschiedensten Einrichtungen, wie z. B. in den statistischen Ämtern der Länder und des Bundes und bei den Sozialversicherungsträgern, werden mit hohem Aufwand Daten über das Leben und Arbeiten in Deutschland erhoben und aufbereitet.
Es ist die Aufgabe des RatSWD, die Voraussetzungen dafür zu schaffen, dass diese Daten künftig besser ausgewertet und praktisch genutzt werden können. Dabei geht es insbesondere darum, einen geregelten Zugang zu qualitativ hochwertigen und wissenschaftlich interessanten Daten zu ermöglichen und die Qualität der Mikrodaten nachhaltig zu sichern. Darüber hinaus sollen neue Datenquellen für wissenschaftliche Zwecke erschlossen werden. Die umfassende Nutzung von Datenbeständen aus unterschiedlichen Quellen soll verlässliche Aussagen über Status und Veränderungen der Gesellschaft ermöglichen. Der RatSWD veröffentlicht in der Reihe RatSWD Working Papers regelmäßig Beiträge zur Gestaltung der statistischen Infrastruktur und der Forschungsinfrastruktur in den Sozial-, Verhaltens- und Wirtschaftswissenschaften.

## Aktivitäten
Im November 2004 wurde der RatSWD erstmalig auf Empfehlung der „Kommission zur Verbesserung der informationellen Infrastruktur zwischen Wissenschaft und Statistik“ (KVI) vom Bundesministerium für Bildung und Forschung (BMBF) berufen. Der RatSWD wurde zunächst mit Mitteln des BMBF in seiner Arbeit unterstützt mit der Zielsetzung, die Forschungsdateninfrastruktur für die empirische Forschung in Deutschland nachhaltig zu verbessern und somit zu ihrer internationalen Wettbewerbsfähigkeit beizutragen. Seit 2020 erfolgt die Finanzierung über die Deutsche Forschungsgemeinschaft (DFG) aus Mitteln der NFDI.
Der RatSWD initiiert den Dialog zwischen Wissenschaft, Politik und Datenproduktion und bietet Foren für den Austausch von Erwartungen, Problemen und Vorschlägen. Weitere Aufgaben sind insbesondere folgende:
- Empfehlungen zur Weiterentwicklung der Dateninfrastruktur
- Empfehlungen zur Sicherung und weiteren Verbesserung des Datenzugangs, insbesondere durch Einrichtung, Standardsetzung und kontinuierliche Evaluation von Forschungsdatenzentren und Datenservicezentren
- Beratung von Wissenschaft und Politik
- Beratung der Wissenschaftsorganisationen zur Infrastruktur datengestützter Forschung und Lehre
- Bestandsaufnahme rechtlicher und technischer Entwicklungen
- Beratung öffentlicher (und privater) Datenproduzenten
- Vorbereitung und Durchführung der Konferenz für Sozial und Wirtschaftsdaten (KSWD).

Der RatSWD ist unter der Registernummer R005417 in das Lobbyregister des Deutschen Bundestags eingetragen.

## Vom RatSWD akkreditierte Forschungsdatenzentren (FDZ)
Der RatSWD akkreditiert Forschungsdatenzentren (FDZ) nach transparenten Kriterien. Hierdurch werden für die empirische Forschung umfangreiche quantitative und qualitative Datensätze aus den Sozial- und Wirtschaftswissenschaften, der Bildungs- und Gesundheitswissenschaft sowie der Psychologie zugänglich. Eine Übersicht aller akkreditierter Forschungsdatenzentren findet sich auf der Internetseite „Alle Datenzentren“ von KonsortSWD.

## Mitglieder
Dem RatSWD gehören je zehn (2004-2011: sechs, 2011-2020: acht) Vertreter der Datenproduktion und der empirischen Sozial- und Wirtschaftsforschung an. Die Repräsentanten der wichtigsten datenproduzierenden Einrichtungen werden durch ihre Institutionen nominiert. Die wissenschaftlichen Mitglieder wurden bis einschließlich 2017 auf der alle drei Jahre stattfindenden Konferenz für Sozial- und Wirtschaftsdaten (KSWD) gewählt. Seit 2020 findet die Wahl digital im Vorfeld der KSWD statt. Alle Ratsmitglieder werden offiziell vom BMBF berufen. Der RatSWD befindet sich in seiner 8. Berufungsperiode (2023–2026).

### Mitglieder der 8. Berufungsperiode (2023–2026)

#### Vertreter der empirischen Sozial- und Wirtschaftsforschung
- Thorsten Faas: Professor für Politikwissenschaft mit dem Schwerpunkt Politische Soziologie der Bundesrepublik Deutschland an der Freien Universität Berlin
- Johannes Hartig: Arbeitsbereichsleiter und Professor für Educational Measurement, Abteilung Lehr- und Lernqualität in Bildungseinrichtungen, DIPF Leibniz-Institut für Bildungsforschung und Bildungsinformation / Johann Wolfgang Goethe-Universität Frankfurt am Main
- Corinna Kleinert: Professorin für Soziologie mit dem Schwerpunkt längsschnittliche Bildungsforschung, Fakultät Sozial- und Wirtschaftswissenschaften, Otto-Friedrich-Universität Bamberg, Leiterin der Abteilung "Bildungsentscheidungen und -prozesse, Migration, Bildungsrenditen" und stellvertretende Direktorin am Leibniz-Institut für Bildungsverläufe
- Hubert Knoblauch: Professor für Allgemeine Soziologie, Institut für Soziologie, Fakultät VI – Planen Bauen Umwelt an der Technische Universität Berlin
- Poldi Kuhl: Professorin für Pädagogische Psychologie, Zentrum für empirische Forschung zu Sprache und Bildung (ERLE), Institut für Psychologie an der Leuphana Universität Lüneburg
- Ingrid Miethe: Professorin für Allgemeine Erziehungswissenschaft am Institut für Erziehungswissenschaft der Justus-Liebig-Universität Gießen
- Fridtjof Nussbeck: Professor für Methoden für intensive Daten in der Psychologie (midpsy), Fachbereich Psychologie an der Universität Konstanz
- Kerstin Schneider: Professorin für Finanzwissenschaft und Steuerlehre des Fachbereichs Wirtschaftswissenschaft an der Bergischen Universität Wuppertal
- Laura Seelkopf: Professorin für Internationale Vergleichende Policyforschung am Geschwister-Scholl-Institut für Politikwissenschaft der Ludwig-Maximilians Universität München
- Joachim Winter: Professor für Empirische Wirtschaftsforschung an der Volkswirtschaftlichen Fakultät der Ludwig-Maximilians Universität München

#### Vertreter der Datenproduktion
- Stefan Bender: Deutsche Bundesbank, Leiter des Forschungsdaten- und Servicezentrums der Deutschen Bundesbank
- Jan Goebel: Sozio-oekonomisches Panel (SOEP) am DIW Berlin, Direktorium und Bereichsleitung Data-Operation und Forschungsdatenzentren in der Infrastruktureinrichtung Sozio-oekonomisches Panel am DIW Berlin (in Nachfolge von Stefan Liebig)
- Betina Hollstein: Qualiservice, Professorin für Qualitative Methoden und Mikrosoziologie, Fachbereich Sozialwissenschaften an der Universität Bremen und Leiterin der Abteilung Methodenforschung am SOCIUM Forschungszentrum Ungleichheit und Sozialpolitik
- Monika Jungbauer-Gans: Deutsches Zentrum für Hochschul- und Wissenschaftsforschung (DZHW), Professorin für Empirische Hochschul- und Wissenschaftsforschung an der Leibniz Universität Hannover und wissenschaftliche Geschäftsführung des Deutschen Zentrums für Hochschul- und Wissenschaftsforschung (DZHW)
- Christin Czaplicki: Deutsche Rentenversicherung Bund, Geschäftsbereich Forschung und Entwicklung der Deutschen Rentenversicherung Bund
- Anke Rigbers: Statistische Ämter der Länder, Präsidentin des Statistischen Landesamtes Baden-Württemberg
- Patrick Schmich: Robert Koch-Institut, Fachgebietsleitung „Epidemiologisches Daten- und Befragungszentrum“
- Mark Trappmann: Bundesagentur für Arbeit, Professor für Soziologie, insb. Survey-Methodologie an der Otto-Friedrich-Universität Bamberg und Forschungsbereichsleiter des Panel „Arbeitsmarkt und soziale Sicherung“ (PASS) am Institut für Arbeitsmarkt- und Berufsforschung (IAB) der Bundesagentur für Arbeit
- Daniel Vorgrimler: Statistisches Bundesamt, Leitung der Abteilung B Strategie und Planung, Internationale Beziehungen, Forschung und Kommunikation
- Heike Wirth: GESIS – Leibniz-Institut für Sozialwissenschaften, Abteilung Dauerbeobachtung der Gesellschaft, Leiterin des German Microdata Lab (GML)

### Mitglieder der 7. Berufungsperiode (2020–2023)

#### Vertreter der empirischen Sozial- und Wirtschaftsforschung
- Michael Eid: Professor im Arbeitsbereich Methoden und Evaluation des Fachbereichs Erziehungswissenschaft und Psychologie an der Freien Universität Berlin
- Thorsten Faas: Professor für Politische Soziologie der Bundesrepublik Deutschland des Fachbereichs Politik und Sozialwissenschaften an der Freien Universität Berlin
- Christiane Gross: Professorin für Methoden der Quantitativen Empirischen Sozialforschung am Institut für Politikwissenschaft und Soziologie der Julius-Maximilians-Universität Würzburg
- Oliver Lüdtke: Professor für Pädagogisch-Psychologische Methodenforschung an der Christian-Albrechts-Universität zu Kiel und Abteilungsdirektor der Abteilung Pädagogisch-Psychologische Methodenlehre am Leibniz-Institut für die Pädagogik der Naturwissenschaften und Mathematik (IPN)
- Ingrid Miethe: Professorin für Allgemeine Erziehungswissenschaft am Institut für Erziehungswissenschaft der Justus-Liebig-Universität Gießen
- Kerstin Schneider – Stellv. Vorsitzende RatSWD: Professorin für Finanzwissenschaft und Steuerlehre des Fachbereichs Wirtschaftswissenschaft an der Bergischen Universität Wuppertal
- Laura Seelkopf: Professorin für Internationale Vergleichende Policyforschung am Geschwister-Scholl-Institut für Politikwissenschaft der Ludwig-Maximilians Universität München
- Anja Strobel: Professorin für Persönlichkeitspsychologie und Diagnostik am Institut für Psychologie der Technischen Universität Chemnitz
- Jörg Strübing: Professor für Soziologie mit Schwerpunkt Methoden der qualitativen Sozialforschung am Institut für Soziologie der Eberhard Karls Universität Tübingen
- Joachim Winter: Professor für Empirische Wirtschaftsforschung an der Volkswirtschaftlichen Fakultät der Ludwig-Maximilians Universität München

#### Vertreter der Datenproduktion
- Stefan Bender: Deutsche Bundesbank, Leiter des Forschungsdaten- und Servicezentrums der Deutschen Bundesbank
- Jan Goebel (ab Oktober 2022): Sozio-oekonomisches Panel (SOEP) am DIW Berlin, Direktorium und Bereichsleitung Data-Operation und Forschungsdatenzentren in der Infrastruktureinrichtung Sozio-oekonomisches Panel am DIW Berlin (in Nachfolge von Stefan Liebig)
- Betina Hollstein: Qualiservice, Professorin für Qualitative Methoden und Mikrosoziologie, Fachbereich Sozialwissenschaften an der Universität Bremen und Leiterin der Abteilung Methodenforschung am SOCIUM Forschungszentrum Ungleichheit und Sozialpolitik
- Monika Jungbauer-Gans: Deutsches Zentrum für Hochschul- und Wissenschaftsforschung (DZHW) – Vorsitzende des RatSWD: Professorin für Empirische Hochschul- und Wissenschaftsforschung an der Leibniz Universität Hannover und wissenschaftliche Geschäftsführung des Deutschen Zentrums für Hochschul- und Wissenschaftsforschung (DZHW)
- Stefan Liebig (bis September 2022): Vertreter des Sozio-oekonomischen Panels (SOEP) am DIW Berlin, Professor für empirische Sozialstrukturanalyse an der Freien Universität Berlin war von Juli 2020- bis September 2022 bestellter Vertreter im Bereich der Datenproduktion. Mit seinem Ausscheiden aus dem SOEP hat Jan Goebel seine Nachfolge übernommen.
- Sabine Ohsmann: Deutsche Rentenversicherung Bund, Geschäftsbereich Forschung und Entwicklung der Deutschen Rentenversicherung Bund
- Mark Trappmann: Bundesagentur für Arbeit, Professor für Soziologie, insb. Survey-Methodologie an der Otto-Friedrich-Universität Bamberg und Forschungsbereichsleiter des Panel „Arbeitsmarkt und soziale Sicherung“ (PASS) am Institut für Arbeitsmarkt- und Berufsforschung (IAB) der Bundesagentur für Arbeit
- Daniel Vorgrimler: Statistisches Bundesamt, Leitung der Abteilung B Strategie und Planung, Internationale Beziehungen, Forschung und Kommunikation
- Heike Wirth: GESIS – Leibniz-Institut für Sozialwissenschaften, Abteilung Dauerbeobachtung der Gesellschaft, Leiterin des German Microdata Lab (GML)
- Sylvia Zühlke: Statistische Ämter der Länder, Geschäftsbereichsleitung „Statistik“ des Landesbetriebes Information und Technik Nordrhein-Westfalen (IT.NRW)

Während der Berufungsperiode verstarb:
- Thomas Lampert: Robert Koch-Institut (RKI), Leitung der Abteilung für Epidemiologie und Gesundheitsmonitoring

### Mitglieder der 6. Berufungsperiode (2017–2020)
Vertreter der empirischen Sozial- und Wirtschaftsforschung
Cordula Artelt, Thomas K. Bauer, Michael Eid, Kai Maaz, Anja Göritz, Monika Jungbauer-Gans, Regina T. Riphahn (Vorsitzende), Stefan Liebig
Vertreter der Datenproduktion
Stefan Bender, Heike Habla, Hans-Josef Fischer, Cornelia Lange, Sabine Ohsmann, Mark Trappmann, Jürgen Schupp, Heike Wirth

### Mitglieder der 5. Berufungsperiode (2014–2017)
Vertreter der empirischen Sozial- und Wirtschaftsforschung
Cordula Artelt, Thomas K. Bauer, Monika Jungbauer-Gans, Kai Maaz, Beatrice Rammstedt, Regina T. Riphahn (Vorsitzende), Frank Michael Spinath, Jörg Strübing
Vertreter der Datenproduktion
Stefan Bender, Manfred Ehling, Hans-Josef Fischer, Cornelia Lange, Sabine Ohsmann, Mark Trappmann, Gert G. Wagner, Heike Wirth

### Mitglieder der 4. Berufungsperiode (2011–2014)
Vertreter der empirischen Sozial- und Wirtschaftsforschung
Elmar Brähler, Josef Brüderl, Michaela Kreyenfeld, Notburga Ott (Stellvertretende Vorsitzende), Susanne Rässler, Beatrice Rammstedt, Frank Michael Spinath, Joachim Wagner
Vertreter der Datenproduktion
Stefan Bender, Sabine Bechtold, Heinz Herrmann, Bärbel-Maria Kurth, Ulrike Rockmann, York Sure-Vetter, Reinhold Thiede, Gert G. Wagner (Vorsitzender)

### Mitglieder der 3. Berufungsperiode (2008–2011)
Vertreter der empirischen Sozial- und Wirtschaftsforschung
Frank Kalter, Notburga Ott (Stellvertretende Vorsitzende), Susanne Rässler, Ulrich Rendtel, Petra Stanat, Joachim Wagner
Vertreter der Datenproduktion
Roderich Egeler, Eckart Hohmann, Joachim Möller, Uwe G. Rehfeld, York Sure-Vetter, Gert G. Wagner (Vorsitzender)

### Mitglieder der 2. Berufungsperiode (2006–2008)
Vertreter der empirischen Sozial- und Wirtschaftsforschung
Eckhard Klieme, Heiner Meulemann, Ulrich Rendtel, Heike Solga (Vorsitzende), Petra Stanat, Bettina Westle
Vertreter der Datenproduktion
Eckart Hohmann (Stellvertretender Vorsitzender), Jutta Allmendinger, Joachim Möller, Walter Radermacher, Sibylle von Oppeln-Bronikowski, Uwe G. Rehfeld, Hilmar Schneider, Gert G. Wagner

### Mitglieder der 1. Berufungsperiode (2004–2006)
Vertreter der empirischen Sozial- und Wirtschaftsforschung
Steffen Kühnel, Heiner Meulemann, Regina T. Riphahn, Heike Solga (Stellvertretende Vorsitzende), Joachim Wagner, Bettina Westle
Vertreter der Datenproduktion
Jutta Allmendinger, Johann Hahlen, Eckart Hohmann, Peter Ph. Mohler, Uwe G. Rehfeld, Gert G. Wagner (Vorsitzender)

### Mitglieder des Gründungsausschusses
- Bernd Fitzenberger, Albert-Ludwigs-Universität Freiburg
- Johann Hahlen, Präsident des  Statistischen Bundesamts
- Richard Hauser, Johann Wolfgang Goethe-Universität Frankfurt am Main
- Eckart Hohmann, Präsident des  Hessischen Statistischen Landesamts
- Wolfgang Jagodzinski, Universität zu Köln und Direktor des GESIS – Leibniz-Institut für Sozialwissenschaften
- Gerhard Kleinhenz, Universität Passau und Direktor des  Instituts für Arbeitsmarkt- und Berufsforschung
- Hans-Jürgen Krupp, Johann Wolfgang Goethe-Universität Frankfurt am Main – stellvertretender Vorsitzender
- Karl Ulrich Mayer, Max-Planck-Institut für Bildungsforschung – Vorsitzender bis Januar 2003
- Walter Müller, Universität Mannheim
- Hans Rattinger, Otto-Friedrich-Universität Bamberg
- Uwe G. Rehfeld, Deutsche Rentenversicherung Bund
- Gert G. Wagner, Technische Universität Berlin und Deutsches Institut für Wirtschaftsforschung (DIW Berlin) – Vorsitzender von Januar 2003 bis Oktober 2004
- Joachim Wagner, Leuphana Universität Lüneburg